# مارك سميث (كاتب)
مارك سميث (بالإنجليزية: Marc Smith)‏ هو كاتب وشاعر أمريكي، ولد في 1949 في شيكاغو في الولايات المتحدة.

## وصلات خارجية
- مارك سميث على موقع الموسوعة البريطانية (الإنجليزية)